# Фрекен Юлія (фільм, 1951)
«Фрекен Юлія» (швед. Fröken Julie) — шведська мелодрама 1951 року поставлена режисером Альфом Шеберґом за п'єсою Августа Стріндберга. Фільм здобув Гран-прі 4-го Каннського кінофестивалю у 1951 році.

## Сюжет
Швеція наприкінці XIX-го століття. Молода графська донька Юлія (Аніта Бйорк) живе в особняку з батьками. Нещодавно вона була заручена, але відчуває потяг до одного зі слуг, Яна (Ульф Пальме). Одну з літніх ночей вони проводять разом. Удосвіта коханці думають про втечу до Швейцарії, де Ян знайде собі роботу в готелі. Вони розповідають одне одному про своє дитинство. Ще дитиною Ян був пристрасно закоханий в хазяйську дочку. За своїм походженням вона була від нього така далека, ніби жила на іншій планеті. Одного разу Ян пробрався в господарський будинок, щоб помилуватися нею зблизька. Цей образливий вчинок був рівносильний злочину, і за Яном гналися по всьому селу. Він кинувся в річку, але його витягнули з води, після чого батько дав йому жорстокої прочуханки. На Юлію ж у дитинстві сильно впливала мати, емансипована жінка, яка ні за що не бажала виходити заміж за батька своєї дитини. Вона з набагато більшим задоволенням погодилася б мати сина, а не доньку і виховувала Юлію як чоловіка, як в манерах одягатися, так і в поведінці. Одного разу вона підпалила будинок свого співмешканця-графа. Той же, вимушений взяти грошей у борг у коханця дружини, намагався застрелитися, але залишився живий.
Ян і Юлія готуються поїхати. Вона уявляє, що її батько накладе на себе руки після її від'їзду. Але суперечка з Яном повертає її до реальності, і вона розуміє, що всі їхні прекрасні плани — лише порожні мрії. Вона бере бритву й покінчує з собою. Її тіло знаходить батько, який тільки що переконав колишнього нареченого Юлії повернутися до неї.

## В ролях
| Аніта Бйорк         | ···· | Юлія                     |
| Ульф Пальме         | ···· | Ян                       |
| Марта Дорфф         | ···· | Крістіна, кухарка        |
| Лисси Аланд         | ···· | графиня Берта, мати Юлії |
| Андерс Генриксон    | ···· | граф Карл, батько Юлії   |
| Інга Гілл           | ···· | Віола                    |
| Оке Фрідель         | ···· | Роберт                   |
| Макс фон Сюдов      | ···· | Ханд                     |
| Курт-Улоф Сандстрем | ···· | наречений Юлії           |
| Інгер Норберг       | ···· | Юлія в дитинстві         |
| Ян Хагерман         | ···· | Ян в дитинстві           |

## Визнання
| Нагороди та номінації фільму «Фрекен Юлія» | Нагороди та номінації фільму «Фрекен Юлія» | Нагороди та номінації фільму «Фрекен Юлія» | Нагороди та номінації фільму «Фрекен Юлія» | Нагороди та номінації фільму «Фрекен Юлія» | Нагороди та номінації фільму «Фрекен Юлія» |
| Рік                                        | Кінофестиваль/кінопремія                   | Категорія/нагорода                         | Номінант                                   | Результат                                  |                                            |
| ------------------------------------------ | ------------------------------------------ | ------------------------------------------ | ------------------------------------------ | ------------------------------------------ | ------------------------------------------ |
| 1951                                       | 4-й Каннський міжнародний кінофестиваль    | Гран-прі                                   | Фрекен Юлія                                | Перемога                                   |                                            |
| 1952                                       | Премія BAFTA                               | Найкращий фільм                            | Фрекен Юлія                                | Номінація                                  |                                            |